# Beit Dajan (Naplouse)
Beit Dajan, en arabe : بيت دجن, est un village du gouvernorat de Naplouse en Palestine,  situé à 10 km à l'est de Naplouse, au centre de la Cisjordanie.
Selon le recensement du bureau central palestinien des statistiques, la localité compte une population de 4 460 habitants en 2017.